# لوم (ناحیه موست)
لوم (به چکی: Lom) یک منطقهٔ مسکونی و شهرستان دارای شهرک سابقاً روستا در جمهوری چک است که در ناحیه موست واقع شده‌است.
 لوم  ۳٬۷۶۴ نفر جمعیت دارد.